# Guédiawaye FC
Der Guédiawaye Football Club ist ein senegalesischer Fußballverein mit Sitz in Guédiawaye. Aktuell spielt der Verein in der ersten Liga, der Senegal Premier League.

## Erfolge
- Coupe de la Ligue: 2014
- Ligue 2: 2021
- Ligue 2 – Poule A: 2013/14

## Stadion
Der Verein trägt seine Heimspiele im Stade Amadou Barry in Guédiawaye aus. Das Stadion hat ein Fassungsvermögen von 10.000 Personen.

## Trainerchronik
| Trainer         | Nation  | von               | bis             |
| --------------- | ------- | ----------------- | --------------- |
| Youssoupha Dabo | Senegal | 1. September 2015 | 2. Februar 2017 |

## Saisonplatzierung
| Saison  | Liga                             | Level | Platz |
| ------- | -------------------------------- | ----- | ----- |
| 2008    | Senegal Premier League – Poule B | 1     | 9.    |
| 2009    | Senegal Premier League – Poule B | 1     | 4.    |
| 2010    | Senegal Premier League – Poule B | 1     | 7.    |
| 2010/11 | Senegal Premier League           | 1     | 11.   |
| 2011/12 | Senegal Premier League – Poule A | 1     | 6.    |
| 2012/13 | Senegal Premier League           | 1     | 15. ▼ |
| 2013/14 | Ligue 2 – Poule A                | 2     | 1. ▲  |
| 2014/15 | Senegal Premier League           | 1     | 10.   |
| 2015/16 | Senegal Premier League           | 1     | 6.    |
| 2016/17 | Senegal Premier League           | 1     | 2.    |
| 2017/18 | Senegal Premier League           | 1     | 15. ▼ |
| 2018/19 | Ligue 2                          | 2     | 6.    |
| 2019/20 | Ligue 2                          | 2     | 5.    |
| 2021    | Ligue 2                          | 2     | 1. ▲  |
| 2021/22 | Senegal Premier League           | 1     | 4.    |
| 2022/23 | Senegal Premier League           | 1     | 3.    |
| 2023/24 | Senegal Premier League           | 1     | 4.    |
| 2024/25 | Senegal Premier League           | 1     | 10.   |